# Porta de Jade
La porta de Jade o el pas de la porta de Jade (xinès simplificat: 玉门关, xinès tradicional: 玉門關, pinyin: Yùmén Guān) és el nom d'un pas situat a l'oest de Dunhuang, a la província de Gansu, a la República Popular de la Xina. Antigament, hi passava la ruta de la Seda.
No s'ha de confondre amb la ciutat de Yumen (玉门, literalment 'Porta de Jade'), encara que les dues estan dins la mateixa prefectura de la província de Gansu, la porta de Jade està situada a uns 85 km a l'oest de la seva ciutat d'homònima.